# Каскара
Ка́скара, Жо́стер Пу́рша (лат. Rhámnus purshiána), Круши́на Пурша, Крушина америка́нская (лат. Frángula purshiána) — североамериканский вид крушины.
Встречается в Канаде (Британская Колумбия) и США (Айдахо, Монтана, Орегон, Вашингтон, Калифорния).
Растение названо в честь Ф. Пурша, немецкого ботаника — исследователя флоры северо-востока Северной Америки.

## Ботаническое описание
Наиболее крупные представители рода Крушина, иногда достигающие 15-метровой высоты, хотя обычно это крупные кустарники или небольшие деревья высотой 5-10 м и диаметром ствола 20—50 см.
Кора от коричневатого до серебристо-серого оттенка со светлыми пятнами.
Листья овальные, длиной 5—15 см и шириной 2—5 см.
Цветки маленькие — 4—5 мм в диаметре, имеют по 5 жёлто-зелёных чашелистиков. Период цветения краткий, заканчивается ранним летом.
Плоды — ягоды диаметром 6—10 мм. Вначале ярко-красные, при созревании становятся фиолетовыми или чёрными. Внутри плода по 3 семени.

## Применение

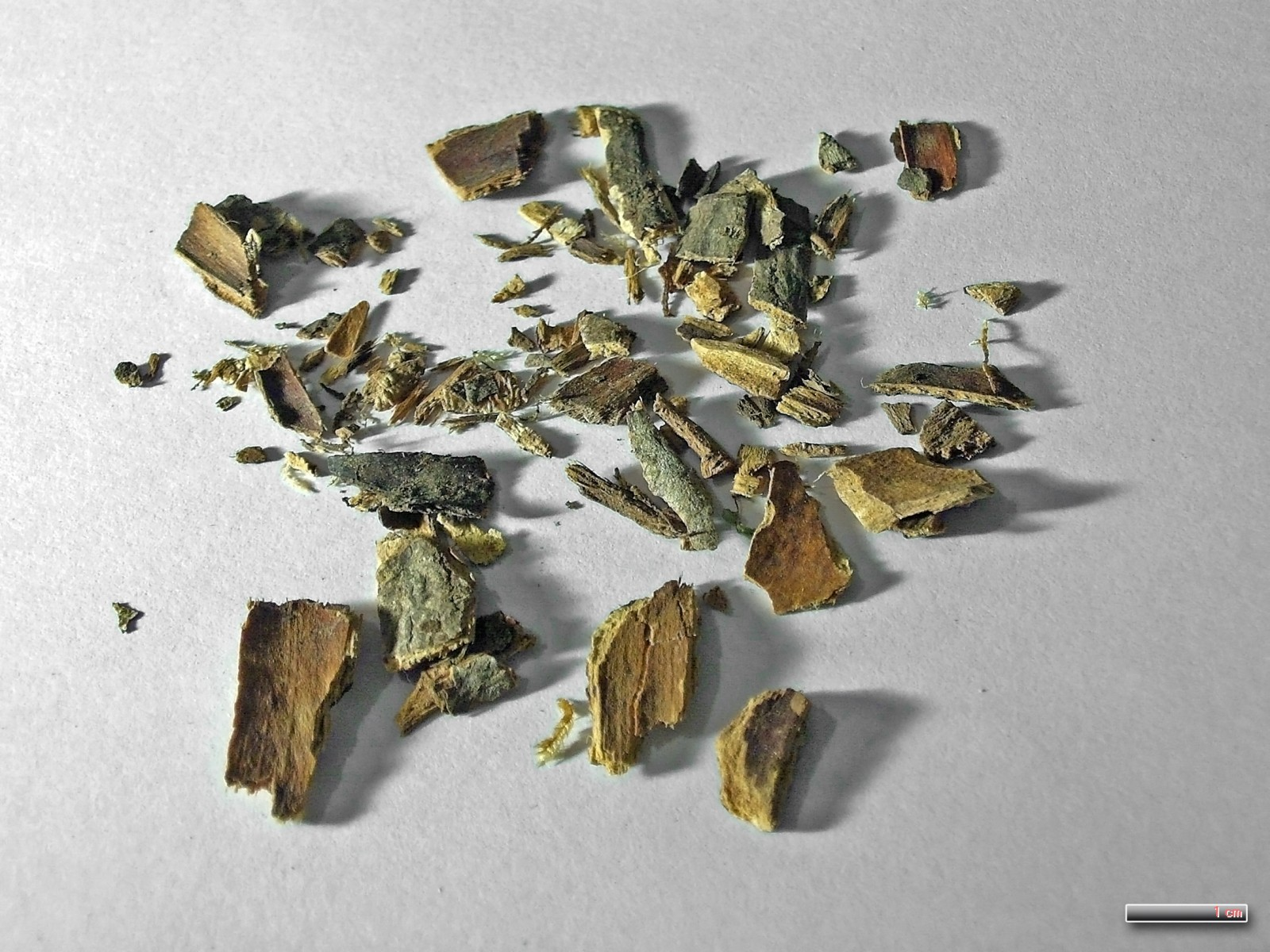
Высушенная кора

Высушенная и выдержанная кора этих деревьев традиционно использовалась коренными народами Америки как слабительное. С прибытием европейцев «священная кора» (исп. Cascara Sagrada) стала предметом торговли. В качестве лекарственного сырья используется кора (лат. Cortex Rhamni purshianae). Официально медицинское применение каскары было одобрено в США в 1877 году, а в 1890 году она стала использоваться как замена европейскому аналогу — коре жостера слабительного. В фармакопее США кора этого растения являлась основным компонентом множества лекарств, пока 9 мая 2002 года FDA не запретил использование алоэ и каскары как слабительных ингредиентов для лекарств, продаваемых без рецепта.
В основном используется кора дикорастущих деревьев. Свежая кора содержит большое количество веществ, которые при употреблении внутрь могут вызвать отравление и сильную диарею. Собранную кору выдерживают около года и затем применяют как слабительное средство в форме отвара и жидкого экстракта.
Основные действующие вещества — оксиметилантрахиноны, подобные таковым коры крушины ломкой.

## Ботаническая систематика

### Синонимы
По сведениям базы данных The Plant List (2010):
- Cardiolepis obtusa Raf.
- Frangula anonifolia (Greene) Grubov
- Rhamnus annonifolia Greene
- Rhamnus purshiana DC.